# Gajah Mada
Gajah Mada (także Gadjah Mada, ur. ok. 1290, zm. 1364) – przywódca wojskowy, mapatih (premier) imperium Majapahit; bohater narodowy Indonezji. Jego imieniem nazwano pierwszy indonezyjski uniwersytet w Yogyakarcie – Universitas Gadjah Mada.

## Życiorys
Gajah Mada urodził się około 1290 roku jako człowiek z rodziny niezamożnej. Nie wiadomo kiedy trafił do otoczenia króla Dżajanegara. Wiadomo jednak, że odegrał kluczową rolę w stłumieniu buntów z 1309, 1311 i 1316 oraz powstania Kutiego. Gdy Kuti w 1319 na krótko zdobył Trowulan, Dżajanegara odzyskał go z pomocą Gajah Mady. Dzięki pomocy w odzyskaniu tronu Dżajanegara mianował Gajah Madę na patih (ministra). Dżajanegara został zamordowany w 1328 (istnieją przypuszczenia, iż nastąpiło to za sprawą Gajah Mady) i na tron wstąpiła Tribhuwana Widżajatunggadewi. Podczas panowania Tribhuwany Widżajatunggadewi Gajah Mada stał się najważniejszą osobą w państwie. W 1331 roku stłumił bunt w Sadeng. Gajah Mada był popierany przez królową matkę Gajatri Radżapatni.
Po stłumieniu buntu Gajah Mada został mianowany mapahit (premierem) Majapahit. W 1343 roku podbił dla imperium wyspę Bali. Tribhuwana Widżajatunggadewi abdykowała w 1350 lub 1351 roku i tron przejął jej syn Hajam Wuruk.

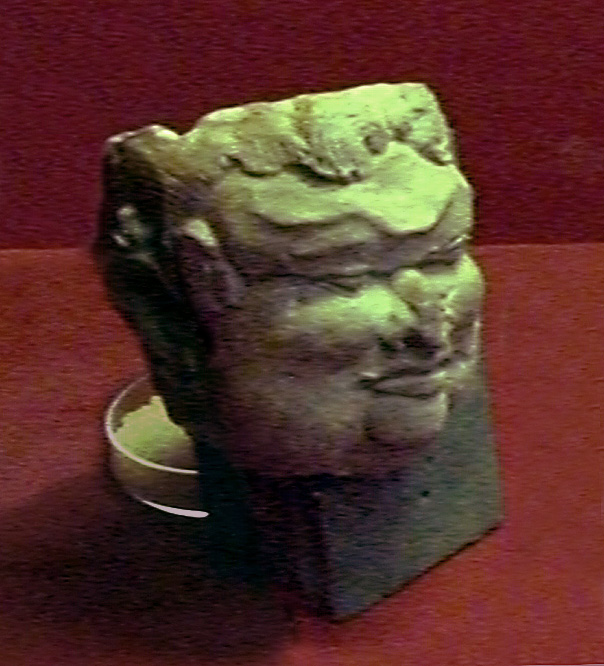
Terakotowa głowa Gajah Mady

Gajah Mada pokonał królestwo Sundy w bitwie pod Bubat (1357). Gajah Mada zmarł w 1364 być może otruty przez Hajama Wuruka w obawie, iż Gajah Mada uzyska zbyt duże wpływy w państwie. Po jego śmierci urząd został podzielony na cztery pomniejsze.

## W kulturze popularnej
- Gajah Mada jest przywódcą cywilizacji indonezyjskiej w dodatku do Civilization V - Brave New World.